# NGC 3318B
NGC 3318B је спирална галаксија у сазвежђу Једра која се налази на NGC листи објеката дубоког неба.
Деклинација објекта је - 41° 27' 58" а ректасцензија 10h 37m 33,3s. Привидна величина (магнитуда) објекта NGC 3318 износи 13,2 а фотографска магнитуда 13,9. NGC 3318B је још познат и под ознакама ESO 317-53, MCG -7-22-27, AM 1035-411, IRAS 10353-4112, PGC 31565.